# Brachyhesma antennata
Brachyhesma antennata là một loài Hymenoptera trong họ Colletidae. Loài này được Exley mô tả khoa học năm 1977.